# Hampus
Hampus ist ein männlicher Vorname, der vor allem in Schweden vergeben wird.

## Bedeutung
Zur Bedeutung des Vornamens Hampus gibt es verschiedene Theorien. Zum einen wird angenommen, dass es sich um ein Diminutiv von „Hans“ handelt; dieser wiederum entstammt dem althebräischen „Johannes“ mit der Bedeutung „Gott (JHWH) ist gnädig“. Zum anderen wird Hampus auch als latinisierte Form von „Hampo“ bzw. „Hampe“ verstanden, zwei ebenfalls schwedische Vornamen, die auf das althochdeutsche „Haganbert“ für „glänzendes, erleuchtetes Heim“ zurückzuführen sind.

## Namensträger
- Hampus Dalström (1829–1882), finnischer Architekt
- Hampus Lindholm (* 1994), schwedischer Eishockeyspieler
- Hampus Mosesson (* 1982), schwedischer Snowboarder
- Hampus von Post (1822–1911), schwedischer Agrarwissenschaftler und Geologe
- Hampus Wanne (* 1993), schwedischer Handballspieler
- Johan Hampus Furuhjelm (1821–1909), russischer Vizeadmiral